# Calumma vohibola
Espèce
Statut de conservation UICN

 EN B1ab(iii) : En danger
Statut CITES
Calumma vohibola est une espèce de sauriens de la famille des Chamaeleonidae.

## Répartition
Cette espèce est endémique de la région d'Atsinanana à Madagascar.

## Publication originale
- Gehring, Ratsoavina, Vences & Glaw, 2011 : Calumma vohibola, a new chameleon species (Squamata : Chamaeleonidae) from the littoral forests of eastern Madagascar. African Journal of Herpetology, vol. 60, n. 2, p. 130-154.